# Рієнці (опера)
«Рієнці» (нім. Rienzi, der letzte der Tribunen; WWV 49) — рання опера на 5 дій німецького композитора Ріхарда Вагнера на лібрето, написане композитором за однойменним романом Едуарда Булвер-Літтона (1835). Назва зазвичай скорочується до Rienzi. Написана в період між липнем 1838 року та листопадом 1840 року і вперше виконана в Саксонській державній опері Дрездена 20 жовтня 1842 р., І принесла композиторові перший успіх і визнання.

## Дійові особи
- Кола Рієнці (Cola Rienzi), папський нотариус (тенор)
- Ірена (Irene), его сестра (сопрано)
- Стефано Колонна (Steffano Colonna), голова патріціанського роду Колонна (бас)
- Адриано (Adriano), його син (меццо-сопрано)
- Паоло Орсіні (Paolo Orsini), голова патріціанського роду Орсіні (бас)
- Раймондо (Raimondo), кардинал і папський легат (бас)
- Барончелли[it] (Baroncelli), римський громадянин (тенор)
- Чекко дель Веккіо (Cecco del Vecchio), римський громадянин (бас)
- Вісник миру (сопрано)
- Герольд (тенор)
- Посли Мілана, Ломбардії, Неаполя, Богемії і Баварії; римські патриції, священнослужителі, вісники, народ

## Записи опери
- Театр Капітолія в Тулузі. Диригент: Pinchas Steinberg. Ролі виконують: Cola Rienzi, a Roman Tribune: Torsten Kerl tenor; Irene, his Sister: Marika Schönberg soprano; Steffano Colonna, a Nobleman: Richard Wiegold, bass; Adriano, his Son: Daniela Sindram, mezzo soprano. Посилання на відео.